# Cryptandra inconspicua
Cryptandra inconspicua är en brakvedsväxtart som beskrevs av Barbara Lynette Rye. Cryptandra inconspicua ingår i släktet Cryptandra och familjen brakvedsväxter. Inga underarter finns listade i Catalogue of Life.